# گوهار ینوکیان
گوهار آقابکی ینوکیان (ارمنی: Գոհար Աղաբեկի Ենոքյան؛ زادهٔ ۲۵ ژانویهٔ ۱۹۴۲ - درگذشته ۲۴ ژانویهٔ ۲۰۱۹) یک مهندس و سیاستمدار اهل ارمنستان بود که از تاریخ ۲۰۰۷ تا تاریخ ۲۰۱۲ سمت نمایندگی دوره چهارم مجلس ملی جمهوری ارمنستان را برعهده داشت.

## زندگی‌نامه
در ۲۵ ژانویهٔ ۱۹۴۲ در ایروان به دنیا آمد . وی همچنین برنده مدال مخیتار گش شده است. وی در ۲۴ ژانویهٔ ۲۰۱۹ ‏در سن ۷۶ سالگی درگذشت